# Bledius melanocolus
Bledius melanocolus är en skalbaggsart som beskrevs av Herman 1983. Bledius melanocolus ingår i släktet Bledius och familjen kortvingar. Inga underarter finns listade i Catalogue of Life.